# 窩斑鰶
窩斑鰶（学名：Konosirus punctatus），俗名扁屏仔、油魚、海鯽仔，為輻鰭魚綱鯡形目鯡科的其中一種。

## 分布
本魚分布西北太平洋區，包括日本、中國東海、南海、台灣、香港等海域。

## 深度
水深10~50公尺。

## 特徵
本魚體呈銀白色，背部略帶黃色調。主鰓蓋後緣，胸鰭上方有一長卵形黑斑，體中線上半部有5~6列細小黑色斑點。背鰭最後3枚軟條延長呈絲狀，約略可達尾鰭起點。背鰭有軟條16~20枚。臀鰭有軟條19~27枚。體長可達32公分。

## 生態
為沿岸性魚類，通常喜歡水質清澈的海灣，雖然會入侵河口，但並不太深入，可能較無法適應鹽份太低的水域。喜歡在河口附近的沉積泥底，攝食底藻。所以如果河口污染太嚴重，可能會造成本魚生活區及產卵區遭受破壞。

## 經濟利用
體薄肉少而多刺，可油煎後，沾醬油食用。在日本，將魚肉片好，用醋、鹽進行醃漬之後作成壽司食用。